# Jaime Stewart, 1.º Conde de Moray
Jaime Stewart, importante figura da História da Escócia no século XVI, era meio-irmão da Rainha Maria Stuart e foi regente do país.
Em meio ao caos que percorria na Escócia, Jaime sucedeu Marie de Guise depois de sua morte. 